# Gun Röring
Gun Röring, född 16 juli 1930 i Umeå, död 17 mars 2006 i Umeå, var en svensk gymnast.
Hon blev olympisk guldmedaljör i Helsingfors 1952.